# Castello di Satzvey

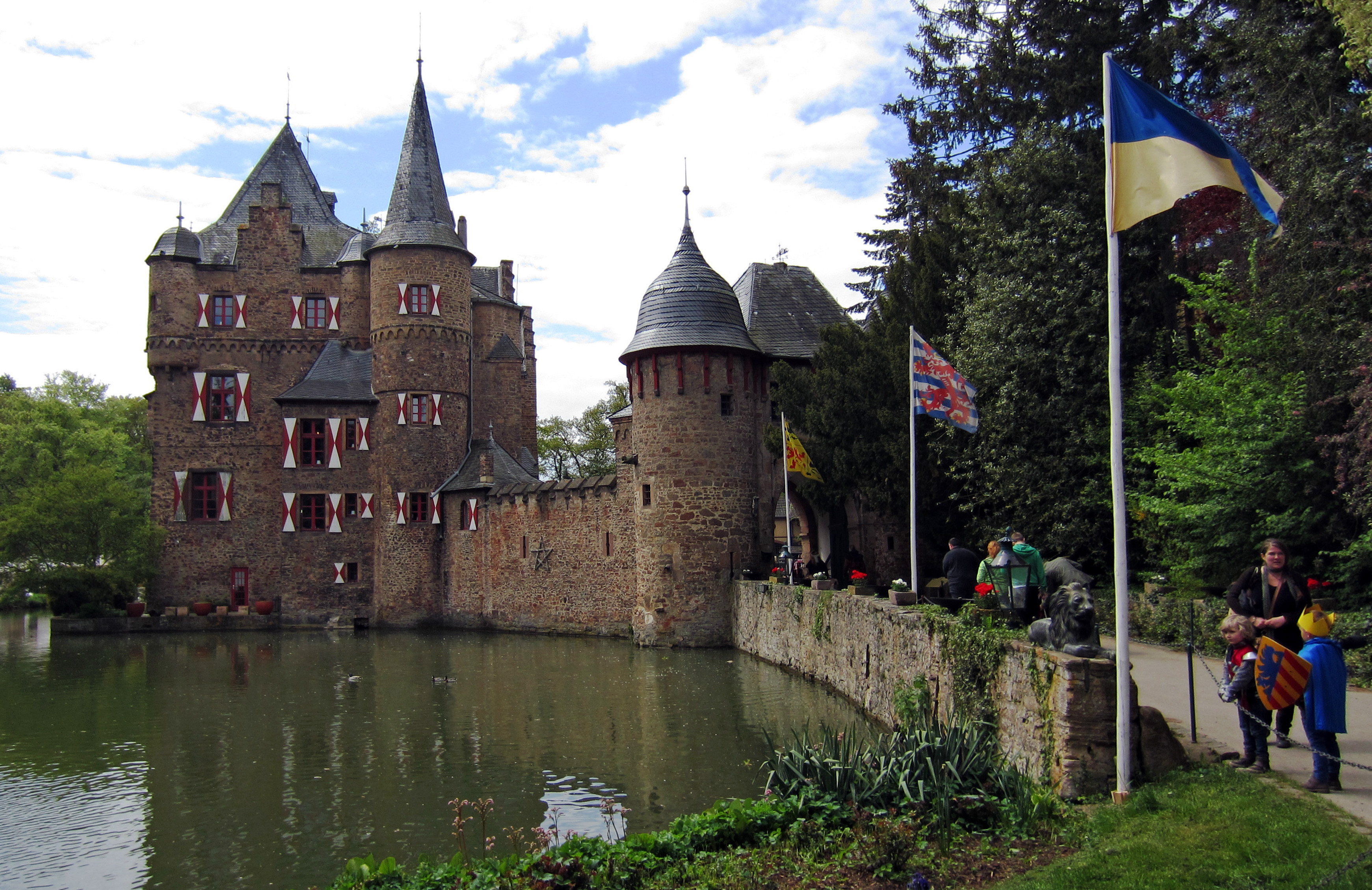
Entrata del castello

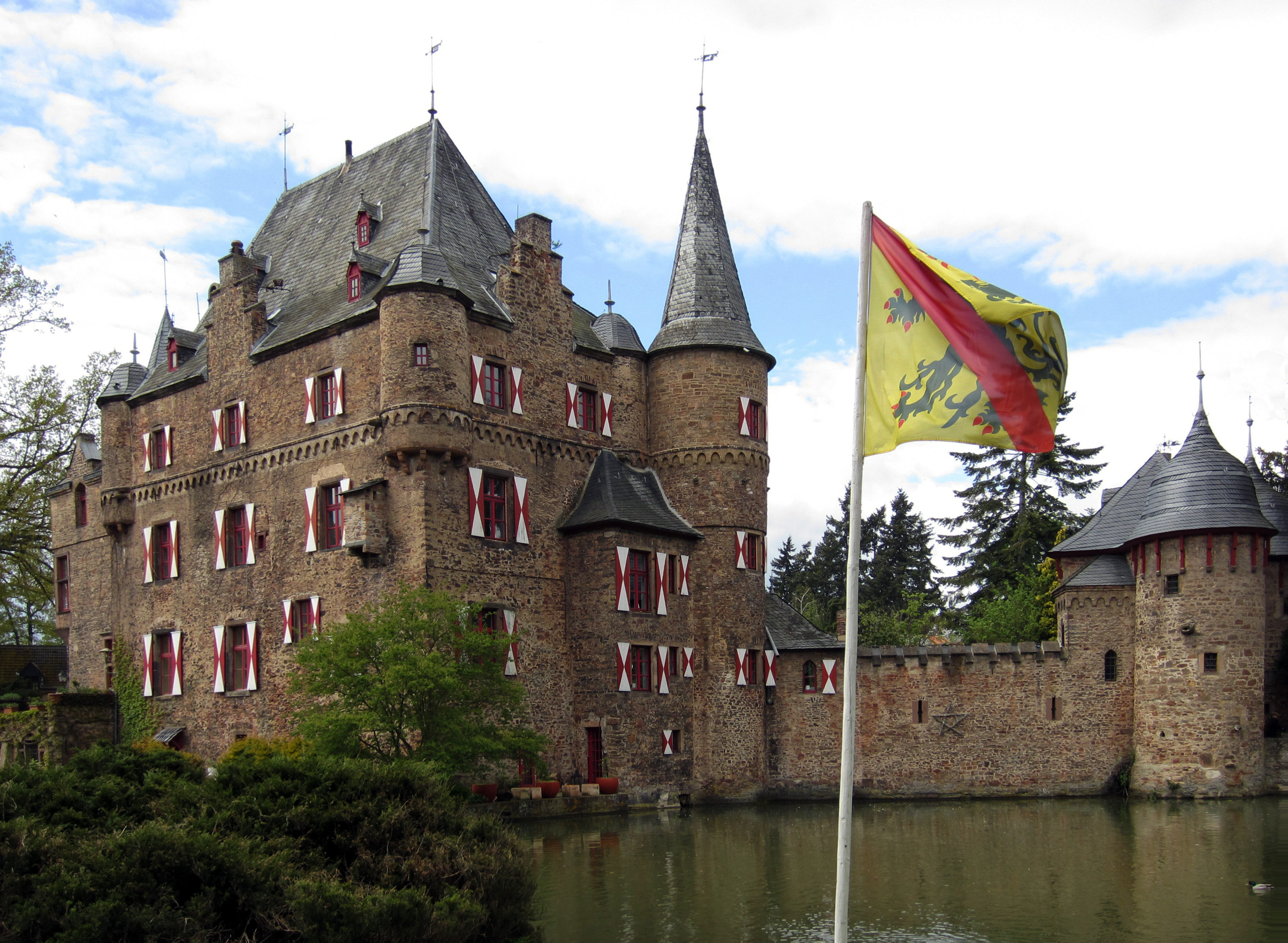
Un lato del castello

Il castello di Satzvey (in tedesco: Burg Satzvey) è una fortezza sull'acqua della frazione tedesca di Satzvey (comune di Mechernich), nell'Eifel (Renania Settentrionale-Vestfalia), la cui forma attuale risale agli anni settanta-ottanta del XIX secolo, ma le cui origini risalgono al XII secolo.
Nel castello, tuttora di proprietà della famiglia Beissel von Gymnich, si svolgono ora concerti, mercatini medievali e altre manifestazioni.

## Storia
Il castello originario, sorto forse nel XII secolo, apparteneva ai monaci benedettini di Dietkirchen. L'edificio sorgeva all'epoca tra due isole.
La prima menzione scritta dell'esistenza del castello risale tuttavia soltanto al 1368, quando in un documento si citava come proprietario Otto von Vey, al quale l'edificio era stato ceduto dall'arcivescovo di Colonia. In origine, il castello era noto come Burg Vey.
Dopo la morte di Otto von Vey, avvenuta nel 1391, il castello passò nelle mani della figlia e del genero di quest'ultimo, Heinrich von Krauthausen. In seguito, l'edificio cambiò più volte proprietario.
Nel 1561 il castello passò nelle mani di Heinrich Spies von Büllesheim, grazie all'appoggio dell'arcivescovo di Colonia, e, successivamente, segnatamente nel 1574, passò nelle mani del figlio di quest'ultimo, Friedrich Wilhelm Spies von Büllesheim .
Tre anni dopo, il castello venne occupato dalle truppe del duca di Jülich: l'occupazione durò quattro anni, ovvero fino al 1581, anno in cui Friedrich Wilhelm Spies von Büllesheim e l'arcivescovo di Colonia giurarono fedeltà al duca.
Nel 1737, il castello venne ceduto da Johann Franz Spies von Büllesheim per la cifra di 39.000  Reichstaler alla famiglia Gymnich.
Nel 1825, con la morte di Johanna Maria von und zu Gymnich, che non aveva eredi diretti, il castello di Satsvey venne ereditato, assieme alle altre proprietà dei Gymnich, da Max Felix Reichsgraf Wolff Metternich, figlioccio della nobildonna.
Il castello conservò la sua forma originaria fino al 1878, anno in cui venne trasformato in un edificio tardoromantico per volere di Dietrich Wolff von Metternich.
Nel 1944, il castello divenne di proprietà di Franz Josef, conte di Beissel von Gymnich, dopo il matrimonio con Adeline, contessa di Wolff Metternich.
Nel 1972, il castello di Satzvey passò nelle mani dell'attuale proprietario, Franz Josef Graf Beissel von Gymnich.

## Eventi
Nel fine settimana di Pentecoste e nei primi due fine settimana di settembre, si svolgono nel castello le sfide dei cavalieri.
Inoltre, viene allestito ogni anno un mercatino natalizio nelle quattro settimane d'Avvento.